# BikeTrial International Union
Die BikeTrial International Union (kurz BIU) ist ein internationaler Sportverband, der auf die Radsport-Disziplin Trial spezialisiert ist. Er besteht parallel zur Union Cycliste Internationale (UCI), dem allgemeinen Radsport-Weltverband, der neben anderen Radsport-Disziplinen ebenfalls Trial betreibt. Im Gegensatz zur UCI ist die BIU nicht von größeren Organisationen wie dem IOC oder der weltweiten Vereinigung der Sportverbände GAISF anerkannt. Sitz der Organisation ist derzeit Prag.

## Geschichte
Trial mit Fahrrädern entstand in seiner heutigen Form in den 1970er Jahren durch die Produktion speziell dafür ausgelegter Fahrräder in Katalonien. 1985 wurde Trial als Disziplin in den Radsport-Weltverband UCI aufgenommen. Meinungsverschiedenheiten über die Entwicklung des Sports führten 1992 zur Abspaltung der BIU, die den Sport fortan unter dem Namen Biketrial betrieb.
Hatte die BIU zu Beginn die wichtigsten Sportler und andere Persönlichkeiten im Trial auf ihrer Seite, so gelten inzwischen die UCI-Wettkämpfe als die bedeutenderen. Während es 2005 noch freundschaftliche Gespräche zwischen BIU und UCI gegeben hatte, klagte die BIU zuletzt wiederholt, dass die UCI Druck auf Athleten ausübe, nicht mehr bei BIU-Wettkämpfen anzutreten. Mindestens im Jugendbereich sind viele Fahrer weiterhin parallel bei UCI und BIU unterwegs; dies spiegelt sich darin wider, dass drei der fünf Einzel-Titel bei den UCI-Trial-Weltmeisterschaften 2023 an Fahrer gingen, die zuvor bei der BIU Titel geholt hatten.
Die BIU versteht sich als Non-Profit-Organisation und betont, insbesondere gegenüber der UCI, ihre Ausrichtung auf Amateursport.

## Wettkämpfe
Die BIU veranstaltet jährlich Weltmeisterschaften, die in mehreren Altersklassen für Jugendliche und Erwachsene ausgetragen werden. Bis einschließlich 2014 wurden diese Meisterschaften übers Jahr verteilt in mehreren Läufen an verschiedenen Orten ausgetragen, seither finden sie stets an einem Ort statt. 2020 und 2021 konnten aufgrund der Corona-Pandemie keine Wettkämpfe stattfinden. Daneben gibt es jährliche Europameisterschaften, und die nationalen Verbände tragen ihre Meisterschaften aus. Informationen über die genaue Zahl der Mitgliedsverbände sind nicht verfügbar. 2021 gab es nationale Wettkämpfe in zumindest acht Ländern, darunter die meisten Kernländer des Trials wie Spanien, Tschechien, Frankreich, Großbritannien oder Japan. Katalonien, das eine entscheidende Rolle bei der Entwicklung des Trials spielte, wird von der BIU als separater nationaler Verband anerkannt.

## Regeln
Das Grundprinzip des Trial-Fahrens ist dasselbe wie in den Regeln der UCI: Der Fahrer hat eine Anzahl von Sektionen mit natürlichen oder künstlichen Hindernissen zu überwinden, wobei möglichst nur die Reifen des Fahrrads Bodenkontakt haben sollen. Strafpunkte gibt es für das Absetzen des Fußes oder ähnliche technische Vergehen. Manche technische Vergehen zählen fünf Strafpunkte und führen zum Abbruch der jeweiligen Sektion.
In Einzelheiten ist das Reglement jedoch konservativer als das der UCI und näher an den Anfängen in den 1980ern orientiert. Eine Aufteilung der Sektionen in Sektoren unterbleibt; stattdessen werden die Fehlerpunkte in jeder Sektion addiert, und es gewinnt der Fahrer mit den geringsten Fehlerpunkten. Dies entspricht weitgehend dem Wettbewerbs-Modus, der auch bei der UCI bis 2016 in Kraft war. Eine Aufteilung der Wettbewerbe nach Reifengröße (20 bzw. 26 Zoll), wie sie bei der UCI in den 1990ern eingeführt wurde, erfolgte erst 2015 und wurde nach nur drei Jahren wieder zurückgenommen. Die Einteilung der Erwachsenen-Wettbewerbe in eine Elite-Klasse mit den besten Fahrern und eine Senioren-Klasse mit den übrigen, wie sie bei der UCI kurz nach der Abspaltung der BIU abgeschafft wurde (siehe UCI-Trial-Weltmeisterschaften/Senioren und Elite), ist bei der BIU bis heute in Kraft; 2020 wurden sie jedoch in „Klasse 1“ und „Klasse 2“ umbenannt.
Seit 2020 gilt folgende Klasseneinteilung:
- Klasse 1: Männer ab 18 Jahren (ehemals Elite)
- Klasse 2: Männer ab 18 Jahren (ehemals Senioren)
- Klasse 3: 16- und 17-jährige Männer (ehemals Junioren)
- Klasse F: Frauen ab 12 Jahren
- Unter 16/14/12/10: jeweils zwei Jahrgänge

Außerdem gibt es eine Klasse E (für Elektro-Fahrräder) und Klassen H1 bis H3 (Hobby), in denen keine Weltmeisterschaften ausgetragen werden.